# Ципеу
Ципеу (рум. Țipău) — село у повіті Вранча в Румунії. Входить до складу комуни Спулбер.
Село розташоване на відстані 154 км на північ від Бухареста, 36 км на захід від Фокшан, 107 км на захід від Галаца, 87 км на схід від Брашова.

## Населення
За даними перепису населення 2002 року у селі проживали 274 особи, усі — румуни. Усі жителі села рідною мовою назвали румунську.